# Gerald Vincke
Pour les articles homonymes, voir Vincke.
Gerald Lee Vincke, né le 9 juillet 1964 à Saginaw, dans le Michigan, est un évêque catholique américain, évêque de Salina depuis 2018.

## Biographie

Blason de Mgr Vincke.

Gerald Vincke naît à Saginaw dans une famille nombreuse de dix enfants dont il est le neuvième. Il entrepend des études de journalisme au Ferris College de Big Rapids et obtient un Bachelor of Science en publicité et en relations publiques de ce même collège universitaire en 1986. Ensuite, il entre au Thomas More College de Crestview Hills (Kentucky) en vue de la prêtrise, où il étudie la philosophie, puis la théologie à l'athénée de Cincinnati. Il obtient un Master of Divinity du Sacred Heart Major Seminary de Détroit (Michigan). Gerald Vincke est ordonné prêtre le 12 juillet 1999 pour le diocèse de Lansing. Il est aussitôt nommé vicaire à la paroisse Saint-Thomas d'Ann Arbor. De 2001 à 2004, il est directeur du centre de retraites spirituelles Bethany pour la jeunesse de Lansing et de 2003 à 2010 directeur des vocations du diocèse. Il enseigne à la Father Gabriel Richard Catholic High School d'Ann Arbor. De 2005 à 2010, il célèbre aussi à la paroisse Saint-Thomas de Lansing. Il part pour Rome étudier la spiritualité à l'université pontificale Saint-Thomas-d'Aquin (2010-2015), en étant résident au collège pontifical nord-américain. Il est curé de la paroisse de la Sainte-Famille de Grand Blanc (Michigan), lorsque le pape François le nomme évêque de Salina dans l'État du Kansas, le 13 juin 2018,. Il est consacré le 22 août août 2018.